# イザーク・ジュール
- 機動戦士ガンダムSEED DESTINY > 機動戦士ガンダムSEED DESTINYの登場人物 > イザーク・ジュール

イザーク・ジュール（Yzak Jule）は、テレビアニメ『機動戦士ガンダムSEED』及び『機動戦士ガンダムSEED DESTINY』に登場する架空の人物。
担当声優は関智一。

## 人物
- 人種：コーディネイター（第2世代）
- 生年月日：C.E.54年8月8日
- 星座：獅子座
- 血液型：O型
- 年齢：17歳→19歳
- 身長：175cm→177cm
- 体重：66kg→56kg
- 階級：少佐[注 1]→中佐
- 趣味：民俗学・お守り集め
- 髪色：銀
- 瞳：薄い青
- 出身：プラント マティウス市
- 母：エザリア・ジュール

ザフトのクルーゼ隊に所属する赤服のエリートパイロット。切り揃えられたヘアースタイルが育ちの良さをうかがわせる、容姿端麗な美青年。母親はプラント最高評議会議員のエザリア・ジュール。家柄はエリート家系の資産家である。性格は当初はエリート気質でプライドが高く、コーディネイターにありがちなナチュラルを見下す発言が目立ち、好戦的だった。しかし戦いが進むにつれ、ニコルの戦死やディアッカのMIA、様々な戦闘を経験して完璧主義で負けず嫌いな努力家に成長していった。潔癖で繊細な為、他者の言動に過敏に反応し激昂することもあるが、本来は人情味豊かな優しさを併せ持っている。気の緩んだ者に活を入れ、弱気な者を激励する、気丈で正義感の強い熱血漢でもある。普段はディアッカ・エルスマンと一緒に行動することが多い。2人はアカデミーで同室となり、そこで同じ価値観を共有する親しい友人となった。
アカデミーは次席（射撃1位、モビルスーツ戦・ナイフ戦・情報処理2位、爆薬処理3位、総合成績2位）で卒業。首席だったアスラン・ザラをライバル視し、何事に対しても模範的な回答しかしない彼の性格に不信感を持っていたため不仲だったが、その誤解はニコル・アマルフィの戦死をきっかけにして解け、以降は自分の背中を預けられる者として認めている。
チェスの実力はジュニア杯で優勝するほど上級者。しかしアスランとの勝負では、勝ち急ぎ猪突猛進になる性分が勝率を下げている。彼との勝負は1勝2敗だった。
ドラマCD「OMAKE quarters Vol.1『イザークの憂鬱』」では、参謀本部勤務となっている。階級は少佐。劇中で「同性愛者」という驚愕の噂が巷で流れている事を母エザリアから知らされた。親子仲は比較的良好なのだが、「季節の恒例行事」「公共事業」「ライフワーク」と称されるほどに熾烈な結婚相手を見つけろ攻撃を仕掛けられており、イザーク本人は辟易している。
演じた関智一によれば第一話のアテレコ時、福田監督から「イザークは本当に悪人なんだ。悪い奴なんでよろしく」「イザークは真の意味で悪い奴になる予定なので、そんな感じで」と説明を受けたという。そのため、前半は悪役らしい演技を行っていたものの、ニコルの死を悔しがるイザークの姿を見て「結構良いヤツじゃないか」と思い、そこからどんどん（演技が）変わっていったという。
因みに初稿ではイザークはSEED一作目で戦死とされる予定だったが、番組の打ち上げ時に「イザークが最後まで生き残ったのは君（関智一）の頑張りのおかげだよ」と言われたと明かしている。
福田監督はインタビューにおいて「イザークは、あんなに熱い奴になるとは思ってなくて（笑）」と語っており、関の熱演によって予定とは違うキャラクターへと育っていったと明かしている。イザークの生死に視聴者の人気の影響があったか、という問いに対しては「それは、実は関係ないです。」と否定している。
『FREEDOM』に登場した「コンパス」専用機のZGMF-2027/A ギャンシュトロームは、本来はイザーク用という設定である。

## 劇中での活躍

### 機動戦士ガンダムSEED
クルーゼ隊の一員として中立コロニー・ヘリオポリスを襲撃し、地球連合軍の新型モビルスーツ「G兵器」の一機デュエルを奪取する。以降、搭乗機として使用した。
地球連合軍の最新鋭宇宙艦アークエンジェルとの幾多の戦闘で、キラの搭乗するストライクの攻撃によって機体を損傷し、その時の衝撃で割れたヘルメットのバイザーの破片で顔に大きな傷を受ける。プラントの技術をもってすれば完治可能だったが、「自身の復讐の証」という意味と、「ストライクによって奪われた仲間の仇を取る」という二重の意味を込めて傷跡を残した。以後、打倒ストライクに拘るようになるが、母艦として優れるアークエンジェルの堅牢性や成長著しいキラの戦闘能力を崩すには至らず、感情的になりすぎるのも目立って敗走を続けていく。なお、アークエンジェルの所在を確認すべくオーブ連合首長国に潜入した際には、趣味で関心のあるお守りを幾つか購入していた。
クルーゼ隊･ザラ隊所属時は年下のアスランやニコルを蔑んでいた。特にアスランに対しては、元々ライバル視していた事に加え、ストライク撃破任務においての命令無視、それを問うも一方的に突き放されるか、黙りを決め込み一切明かさない点、そして何事に対しても本音を語らない彼への不信感などが重なり、度々衝突していた。
だが、内心では少なからず仲間意識を感じており、ニコルが戦死した際は涙ながらに悲しんだ。ニコルの戦死後ロッカールームでアスランに詰め寄るも、自身を責めていると感じたアスランが声を上げて自分に掴みかかった事で、初めて彼の本音を聞き、今まで不審に思っていた偏見が解けるきっかけとなった。
仇を討つため、それまで以上に鬼気迫る勢いでストライクに立ち向かうも敗れ帰投する。この戦闘で、アスランとディアッカがMIA（戦闘中行方不明）となったことを知らされ、イザークの仲間への態度に変化が表れてくる。後日、生存が確認されオーブから無事に引き渡されたアスランがプラントへ帰国する際には、「今度は俺が部下にしてやる。それまで死ぬんじゃないぞ」と再会の約束と握手を交わした。
ラスティ、ニコル、ディアッカ、アスランら同期の仲間全員がいなくなった後も唯一のクルーゼ隊隊員として奮戦するが、オペレーション・スピットブレイクにて因縁浅からぬキラが搭乗するフリーダムとの交戦で倒せるタイミングでも自分を殺害しなかったことで、「戦争であっても相手を殺さない」という戦い方を知ってから少し身上が変化し、無抵抗の投降連合兵の虐殺が行われたパナマ攻略戦では、さかのぼって低軌道会戦時の「避難民の乗った非戦闘用の脱出シャトルへの攻撃」という自身の犯した類似行為とは正反対に、そういった暴挙に「動けない敵を撃って何が面白い」と嫌悪感を抱き同調しなかった（この際、一時的に交戦したジャン・キャリーをして「戦わなくても和解できる相手だろう」のように言わしめた）。
宇宙に出た後、死亡したと思っていたディアッカと戦場で再会、裏切られたと思い、ディアッカに銃を向けるが、ディアッカとの対話を通して次第に戦争の大局を見据えるようになり、これまでのような差別的言動も消え始めるが、「プラントを守りたい」という初心を貫くためにあえてザフトに所属し続ける道を選び、終盤は結果的に三隻同盟側に協力しているが、小説版では仲間達を次々と奪ったアークエンジェルの面々を「許せない」と思いつつも、それよりも大切な事を見付けたと理由付けられている。
ヤキンドゥーエで母エザリアに対して、コロニーメンデルでディアッカに言われたことやザラ政権の暴走などに対する違和感を言おうと検討はしたが、言うことはできなかった。
第47話以降の最終決戦、第二次ヤキン・ドゥーエ攻防戦ではシホ・ハーネンフースやアイザック・マウなどの部下を率いるジュール隊の隊長として出撃（この際、以前オーブで購入していたお守りを隊員に配って渡した）。ジェネシスの第2射をかけた2回戦目の出撃前には、母エザリアの息子に対する親心からジュール隊を後方配置にしたと内密に告げられるが、結果的にキラやアスランと共にプラントを核攻撃から守る最後の壁として前線に出て奮戦する。結果、カガリ・ユラ・アスハの窮地を救い、地球連合軍の中核戦力であるフォビドゥンを撃墜。クルーゼのプロヴィデンスがバスターを攻撃して来る、続けてレイダーをディアッカのバスターと共に撃墜し、地球連合軍の旗艦ドゥーリットルをも撃沈するという多大な戦果を挙げた。さらにディアッカのバスターと共に、デュエルもアークエンジェルで補給整備を受けてストライク用シールドとビームライフルを装備して、アイリーン・カナーバらクライン派のクーデターにより母エザリアを含むザラ派が失脚して、停戦を迎えている。
そして迎えた停戦から暫くの期間は、あくまでも義勇兵としての参加だったザフトから本来の文官議員としての職務に戻った。そんな彼の心情を表すかのように、打倒ストライクを掲げてわざと残していた顔の傷痕も、この頃すでに消されていた。

### 機動戦士ガンダムSEED DESTINY
かつてのクルーゼ隊長と同じ白服へ昇格した姿で登場し、ボルテールを旗艦とするジュール隊の指揮官として旧知のディアッカやシホなどを率いた。ユニウスセブン落下テロ事件の際は、自らも専用のザクファントムに搭乗し出撃する。その戦場で偶然再会したアスランに食って掛かりながらも、ディアッカも加えた連携でテロリストやファントムペインのMSを退ける。
その暫く後、アスランの護衛としてニコル達の墓参りに同行。そこで自分が今でもザフトに属して地球軍と戦う理由を語り、アスランのザフトへの復隊を強く勧めた。
プラントと地球連合との開戦後は、プラント本国の防衛のため地球には降下せず、宇宙で地球連合軍との戦闘を続けていた。しかし、デュランダル議長によってロゴス打倒宣言が成されると、ただ連合と戦っていたこれまでよりも遥かに難しい局面の到来を感じつつ、その一方的な流れ（暗黙の誘導）自体に疑問も感じるようになり、「明かされたロゴスの企業製品の不買運動でもするんじゃないのか」等と今後議長が取るかもしれない策を茶化した会話をする年上の副官級らを「少しは自分でも考えろ！」と怒鳴り付けるほどの苛立ちも抱え始める。
その後、専用のグフイグナイテッドに搭乗し、月面ダイダロス基地に逃亡したロード・ジブリールが展開している部隊の追撃にあたるが、レクイエムの攻撃でヤヌアリウスやディッセンベルなど数基のプラントが破壊される惨害を目の当たりにし（事前情報によるジュール隊の迎撃により、ロゴス側の攻撃目標であった首都アプリリウス直撃だけは戦闘によりステーションがずれたことで避けられている）、2度目の発射だけは防ごうとミネルバとともにザフト軍は全力を挙げて猛攻を仕掛け中継ステーションの破壊に成功する。しかし、デュランダルは事後に制圧した物も含めた計5基を「処分を検討するので月軌道に集めよ」としながら裏ではローラン隊を専任させ、ルナマリア・ホークのインパルスに砲撃されたダイダロス基地内の司令室も合わせて修理を進め、デスティニープラン宣言と共に月面の連合残存兵力掃討に利用するのだった。
この自分達が必死になってステーション撃破してプラント防衛に貢献した大量破壊兵器レクイエムを奪取後に破壊ではなく将棋の駒のように奪って自駒として、極秘修理と陽電子リフレクターなど防御装置を取り付けて自軍の戦力にして月のアルザッヘル基地をレクイエムで容赦なく攻撃し、和平交渉に来た大西洋連邦のジョゼフ・コープランド大統領の誅殺を含む地球連合の大西洋連邦艦隊を撃破したので、その後の事態を生むことになる。
イザークはこの時点では反旗を示すような事はせず慎重に事態を見つめていたが、明確に反デュランダルを唱えたアークエンジェルとエターナルが進攻してくると、母艦のボルテールを戦線の後方で待機しておくよう厳命し、ディアッカと共に出撃する。そこで再会したアスランを問い詰めようとするも、ディアッカが取り成し、エターナルが元ザフト艦であるのを理由にしてザフトの立場を保持しながら協力するという知略で間接的に各ステーションの排除戦闘を援護。最終的には前作のような過ちを繰り返さないため、他にも反旗を翻した者達と共にオーブ軍・クライン派同盟に加勢した。特にネオ・ジェネシスをデュランダルの命令でザフト軍が発射した際は、ザフト軍全軍に直前に通告された退避勧告をエターナルに密告して回避を促し、アークエンジェルとクサナギなど含むオーブ軍側の艦艇の回避に寄与した。
「FINAL PLUS 選ばれた未来」と「スペシャルエディション完結編 自由の代償」で追加されたエピローグでは、ラクスの隣に立ち、議会へと向かっている。
「機動戦士ガンダムSEED DESTINY HDリマスター Blu-ray BOX1」初回限定版に、特典として封入された両澤千晶書き下ろしの新作ドラマCD「OMAKE quarters Vol.1」では、第二次大戦の停戦後にザフトも階級制を導入することになったため、少佐となっており、参謀本部に配属されている。

### 機動戦士ガンダムSEED FREEDOM
本作でもザフト軍に所属してプラント参謀本部の情報将校となっており、階級は中佐に昇格している。
作中中盤に置いてプラント本国で発生した国防委員長のハリ・ジャガンナート中佐たちザフト反乱軍のクーデターから、最高評議会議長のワルター・ド・ラメントを保護してディアッカとシホらとターミナルの基地に逃亡する。その後は、配備されていたかつての乗機デュエルの改修機デュエルブリッツガンダムへと搭乗し、ディアッカのライトニングバスターガンダムと共に反乱軍の鎮圧に従事する。装備したミーティアで反乱軍艦隊を足止めし、本国での反乱軍が鎮圧された旨を伝え投降を呼び掛けるが、ジャガンナートは説得も聞き入れずに徹底抗戦の姿勢を貫き、そのまま座乗していたナスカ級ブルクハルトでファウンデーション軍艦隊に突貫するミレニアムの追撃へと向かってしまう。その後、追撃しながら艦隊を蹴散らして行くが、最後はミレニアムへの特攻と砲撃を行うブルクハルトをジャガンナートもろともディアッカと共に撃沈する。反乱軍鎮圧後、合流したシン達のレクイエム破壊を援護し成功する。最後の最後までジャガンナートに戦闘中止と投降を呼びかけるなど、反乱軍が訴え続けるコーディネーターとナチュラル間の恨み返しの連鎖を断ち、戦火を収めようと積極的に行動する姿勢を示すなど、初期の頃の好戦的な性格から一転、大きく成長している。

## 搭乗機
- GAT-X102 デュエルガンダム
  - ZGMA-1027M デュエルブリッツガンダム
- ZGMF-1001 ザクファントム（イザーク・ジュール専用機）
- ZGMF-2000 グフイグナイテッド（イザーク・ジュール専用機）

## 評価
『愛と戦いのロボット 完全保存版』で発表されたアンケート「みんなで選ぶロボットアニメーションベスト100」では、「一番美しい悪役・敵役は？」で第68位にランクインした。